# Adenină
Adenina (6-aminopurina) este o substanță chimică, și anume o bază azotată purinică care se reprezintă cu litera A și constituie componenta principală a nucleotidelor din ADN și ARN. Formula chimică a adeninei este C5H5N5.
Substanțele derivate de la adenină prezintă o mare varietate de roluri biochimice, printre care se numără funcția în respirația celulară, formarea de adenozintrifosfat (ATP), un compus cu rol energetic, și formarea de cofactori precum nicotinamid adenin dinucleotid (NAD), nicotinamid adenin dinucleotid fosfat (NADP) și flavin adenin dinucleotid (FAD). De asemenea, are implicații în procesul de sinteză proteică prin faptul că este un component al ADN și ARN.

## Structură

Strucura moleculei de adenină, iar cu roșu sunt reprezentate numerele corespunzătoare pozițiile standard ale atomilor de carbon.

Adenine formează o serie de tautomeri, forme izomere care se interconvertesc rapid și sunt considerate echivalente. Totuși, în condiții speciale, de exemplu la plasarea într-un gaz inert și în fază gazoasă, se regăsește cu precădere tautomerul 9H-adenină.

## Proprietăți
Adenina se împerechează cu timina în ADN și cu uracilul în ARN.
Adenina este identificată în unele lucrări cu vitamina B4 deși nu corespunde exact definiției unei vitaminei. 